# 선다 철로
선다 선(중국어 간체자: 沈大铁路, 정체자: 瀋大線)은 랴오닝성 선양시와 다롄시를 연결하는 철도노선이다. 이 노선은 개통당시에는 동청 철도의 지선이었다가 만주국이 수립된 이후에는 남만주철도 소속 리엔징선(連京線)의 일부가 되었다. 여객열차로는 보통급행 이상의 특급열차가 26회 왕복을 하고 그 외에도 보통열차가 운행되고 있다.

## 노선 정보
- 구간과 거리: 선양 북역―다롄 역 400km
- 역수(驛數): 47개(양단역 포함)
- 궤도간격: 1,435mm(표준궤)
- 전철화구간: 전구간(교류 25 kV 50 Hz)

## 같이 보기
- 남만주철도(일본어 문서)